# Золтан Гусарик
Золтан Гусарик (також Хусарик; угор. Huszárik Zoltán; 14 травня 1931 село Домонь, на північ від Будапешта — 15 жовтня 1981, Будапешт) — угорський графік, художник костюмів, кінорежисер.

## Біографія

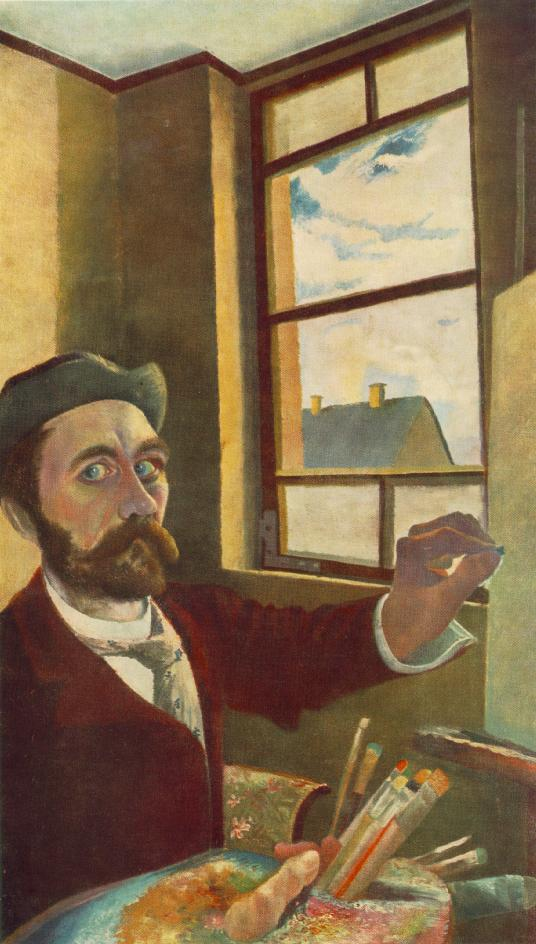
Автопортрет 1900

У 1949-1952 навчався в Будапештській Академії театру і кіно, відрахований як ненадійний елемент (син багатого селянина). Змінив багато професій, в 1959-1961 все ж закінчив Академію. Зняв кілька блискучих короткометражних фільмів і дві повнометражні ігрові стрічки — «Синдбад» (1971) і «Чонтварі» (1979), всі вони стали прапором «нової хвилі» в угорському кіно, були удостоєні численних національних і зарубіжних премій. Виступав як театральний режисер (в 1974 поставив в Дебрецені драму-притчу Іштвана Еркеня «Кішки-мишки», 1969). Покінчив життя самогубством.

## Творчість
Обстановка і атмосфера обох ігрових фільмів Гусарика — «кінець століття», їх стилістика відрізняється рідкісною вишуканістю, а інтонація — глибокої ностальгією. В обстановці політичного похолодання і ідейного застою в Угорщині після 1968 обидві стрічки прозвучали зверненим у недосяжне минуле реквієм за епохою східноєвропейського модерну межі XIX-XX століть. Не випадково їх центральним персонажем і свого роду «візитною карткою» став популярний драматичний актор Угорщини, одноліток Гусарика Золтан Латинович. В 1976 наклав на себе руки. Виконавши заголовну роль шукача пригод у «Синдбаді», він пережив себе. У фільмі йдеться про трагічну долю живописця кінця XIX — початку XX століття Тівадара Чонтварі. Сценарій писався також в розрахунку на Латиновича. Знятий фільм відкривається присвятою загиблому і пронизаний мотивом неможливості ні бути собою, ні перетворитись на іншого.

## Визнання
Гусарик був нагороджений премією імені Бели Балажа (1971), а також Премією Кошута (1990, посмертно).

## Фільми
- Groteszk/ Гротеск (1963)
- Elégia/Елегія (1965)
- Capriccio/Каприччіо (1969)
- Amerigo Tot — (1969)
- Szindbád — Синдбад (1971)
- Tisztelet az öregasszonyoknak -1973)
- A piacere (1978)
- Csontváry/ Чонтварі (1979).